# داجابون
داجابون هي مدينة، في جمهورية الدومينيكان، تتبع Dajabón Province ‏، بلغ عدد سكانها 62,046 نسمة، تبلغ مساحتها 253,410,000 متر مربع (253.41 كـم2).

## المناخ
يظهر الجدول التالي التغييرات المناخية على مدار السنة لداجابون:
| البيانات المناخية لـداجابون                    | البيانات المناخية لـداجابون | البيانات المناخية لـداجابون | البيانات المناخية لـداجابون | البيانات المناخية لـداجابون | البيانات المناخية لـداجابون | البيانات المناخية لـداجابون | البيانات المناخية لـداجابون | البيانات المناخية لـداجابون | البيانات المناخية لـداجابون | البيانات المناخية لـداجابون | البيانات المناخية لـداجابون | البيانات المناخية لـداجابون | البيانات المناخية لـداجابون |
| الشهر                                          | يناير                       | فبراير                      | مارس                        | أبريل                       | مايو                        | يونيو                       | يوليو                       | أغسطس                       | سبتمبر                      | أكتوبر                      | نوفمبر                      | ديسمبر                      | المعدل السنوي               |
| ---------------------------------------------- | --------------------------- | --------------------------- | --------------------------- | --------------------------- | --------------------------- | --------------------------- | --------------------------- | --------------------------- | --------------------------- | --------------------------- | --------------------------- | --------------------------- | --------------------------- |
| الدرجة القصوى °م (°ف)                          | 33.5 (92.3)                 | 35.5 (95.9)                 | 38.2 (100.8)                | 35.4 (95.7)                 | 37.0 (98.6)                 | 36.5 (97.7)                 | 36.5 (97.7)                 | 39.0 (102.2)                | 37.5 (99.5)                 | 35.2 (95.4)                 | 37.0 (98.6)                 | 35.0 (95.0)                 | 39.0 (102.2)                |
| متوسط درجة الحرارة الكبرى °م (°ف)              | 29.3 (84.7)                 | 29.9 (85.8)                 | 30.6 (87.1)                 | 30.7 (87.3)                 | 31.1 (88.0)                 | 32.3 (90.1)                 | 33.2 (91.8)                 | 33.3 (91.9)                 | 32.9 (91.2)                 | 31.9 (89.4)                 | 30.4 (86.7)                 | 29.2 (84.6)                 | 31.2 (88.2)                 |
| متوسط درجة الحرارة الصغرى °م (°ف)              | 17.6 (63.7)                 | 17.9 (64.2)                 | 18.8 (65.8)                 | 19.8 (67.6)                 | 21.0 (69.8)                 | 21.8 (71.2)                 | 21.5 (70.7)                 | 21.7 (71.1)                 | 21.7 (71.1)                 | 21.3 (70.3)                 | 20.0 (68.0)                 | 18.3 (64.9)                 | 20.1 (68.2)                 |
| أدنى درجة حرارة °م (°ف)                        | 11.0 (51.8)                 | 11.0 (51.8)                 | 12.5 (54.5)                 | 13.0 (55.4)                 | 14.0 (57.2)                 | 17.5 (63.5)                 | 17.5 (63.5)                 | 16.0 (60.8)                 | 17.0 (62.6)                 | 17.0 (62.6)                 | 13.0 (55.4)                 | 12.0 (53.6)                 | 11.0 (51.8)                 |
| معدل هطول الأمطار مم (إنش)                     | 34.0 (1.34)                 | 32.1 (1.26)                 | 48.2 (1.90)                 | 77.6 (3.06)                 | 182.8 (7.20)                | 161.0 (6.34)                | 99.9 (3.93)                 | 110.3 (4.34)                | 149.3 (5.88)                | 138.7 (5.46)                | 74.4 (2.93)                 | 59.1 (2.33)                 | 1٬167٫4 (45.96)             |
| متوسط الأيام الممطرة (≥ 1.0 mm)                | 4.3                         | 2.8                         | 3.5                         | 5.7                         | 10.8                        | 10.8                        | 7.8                         | 8.4                         | 10.7                        | 10.3                        | 6.1                         | 4.1                         | 85.3                        |
| متوسط الرطوبة النسبية (%)                      | 79.6                        | 78.2                        | 76.6                        | 76.4                        | 79.9                        | 79.9                        | 78.2                        | 78.4                        | 79.7                        | 81.1                        | 80.7                        | 80.0                        | 79.1                        |
| المصدر: الإدارة الوطنية للمحيطات والغلاف الجوي |                             |                             |                             |                             |                             |                             |                             |                             |                             |                             |                             |                             |                             |